# Harmodio Arias Madrid
Harmodio Arias Madrid (3 de juliol 1886, a Penonomé, Panamà - 1962, Estats Units) va ser un polític, ambaixador i advocat, el 16è president de Panamà. És considerat un dels més grans estadistes panamenys, fundador de la Universitat de Panamà.

## Biografia
Va ser fill d'Antonio Arias i Carmen Madrid i tenia tres germans. Va estudiar dret a Southport a Anglaterra, i es va graduar per la Universitat de Cambridge. Com a advocat que llavors treballava des de fa diversos anys al bufet d'advocats Fábrega i Arias.
Després d'entrar en política, ràpidament va muntar en la carrera com sotssecretari d'Estat per a Afers exteriors i membre associat de la representant de la Comissió Codificadora de Panamà a l'Argentina i els Estats Units. Durant aquests anys també se'ls ensenya dret romà i el dret internacional. També era un membre de l'Acadèmia de la Història a Buenos Aires i Caracas, així com la Societat Panamenya de Dret Internacional. En els anys 1910 a 1912 va actuar principalment com a escriptor tècnic.
El 5 de juny de 1932, va ser nomenat successor de Ricardo Joaquín Alfaro Jované com a president de Panamà i va romandre en el càrrec la resta del mandat fins a l'1 d'octubre de 1936. Va ser succeït per Juan Demóstenes Arosemena.
Va morir en conseqüència d'un accident d'avió als Estats Units el 23 de desembre de 1962.